# Steingerüttelkopf
Der Steingerüttelkopf ist eine 756,6 m ü. NHN hohe Erhebung des Idarwaldes (Hunsrück) in den Landkreisen Bernkastel-Wittlich und Birkenfeld in Rheinland-Pfalz.
Er liegt an der Grenze der Gemarkungen Morbach (Landkreis Bernkastel-Wittlich) und Bruchweiler (Landkreis Birkenfeld).